# Ventanilla (Palencia)
Ventanilla es una localidad y pedanía de la provincia de Palencia (Castilla y León, España) que pertenece al municipio de Cervera de Pisuerga.

## Toponimia
El topónimo Ventanilla debe tener su origen en alguna venta allí situada debido a su ubicación en la parte más llana del valle y su proximidad a la villa de Cervera. Esto conllevó que fuese un lugar escogido para pernoctar los días de feria y mercado por ganaderos de la comarca provenientes de La Lastra, Triollo o Vidrieros entre otros.

## Geografía
Está a una distancia de 7 km de Cervera de Pisuerga, la capital municipal, en la comarca de Montaña Palentina. Por él, discurre el río Rivera, el cual desemboca en el embalse de Cervera, en la cola del cual se asienta este pueblo.

## Geografía humana

### Demografía
| Gráfica de evolución demográfica de Ventanilla entre 1842 y 1877 |
| |
| Población de derecho según los censos de población del INE Población de hecho según los censos de población del INEEntre el censo de 1877 y el anterior, aparece este municipio porque cambia de nombre y desaparece el municipio 34164 (San Martín de los Herreros) Entre el censo de 1857 y el anterior, este municipio desaparece porque se integra en el municipio 34164 (San Martín de Herreros) Entre el censo de 1887 y el anterior, este municipio desaparece porque cambia de nombre y aparece como el municipio 34164 (San Martín de los Herreros) |

Evolución de la población en el siglo XXI
| Gráfica de evolución demográfica de Ventanilla entre 2000 y 2020   |
|                                                                    |
| Población de derecho (2000-2020) según el padrón municipal del INE |

## Economía
Este pueblo fue una antigua venta de carreteros y ganaderos que hacían trueque por vino y otros productos con los pueblos de Tierra de Campos.

## Historia
A la caída del Antiguo Régimen la localidad se constituye en municipio constitucional y que en el censo de 1842 contaba con 12 hogares y 62 vecinos, para posteriormente integrarse en San Martín de los Herreros. A finales del siglo XIX reaparece este municipio al cambiar su nombre, para posteriormente volver a la situación anterior, contaba con 169 hogares y 658 habitantes.

## Patrimonio
- Iglesia católica románica: Construida en el siglo XVII, ampliando la primitiva ermita. Ha tenido varias restauraciones en los últimos tiempos. Edificada en un altura de 30 metros sobre el nivel del río Rivera. Su atrio constituye un amplio mirador desde donde se contempla el pueblo. Del exterior de la iglesia cabe resaltar algunos ventanales, así como el contrafuerte del lado Norte.La puerta es de madera de roble, de dos hojas, bajo un arco de medio punto. El templo es de una sola nave, de cruz latina. La bóveda es de crucería estrellada, sostenida por seis arcos menores de piedra. El retablo es barroco-churrigueresco (siglo XVII) de madera de roble. En el centro encontramos la imagen de San Adrián, titular de la iglesia y patrono del pueblo (sale en procesión el segundo domingo de agosto). Lleva en su mano derecha la palma de la victoria y en la izquierda unas cadenas (símbolo de su martirio). A sus laterales encontramos la imagen del Corazón de Jesús a la izquierda y la del Corazón de María a la derecha, ambas más modernas y de escayola. A ambos lados del crucero hay dos capillas con retablos barrocos. En el de la izquierda encontramos la imagen de la Inmaculada, detrás de la pila bautismal. En el retablo de la derecha encontramos una imagen de madera policromada de Nuestra Señora del Rosario con el niño Jesús en brazos.
- Casas del siglo XVII y XVIII

- Virgen del Valle Estrecho: Colocada en la loma del pueblo en agosto de 1984.